# 폴리스 스토리 2: 구룡의 눈
《폴리스 스토리 2: 구룡의 눈》(중국어: 警察故事續集, 영어: Police Story 2)은 1988년에 제작된 홍콩 영화로 성룡, 장만옥이 주연하였다.
- 이 영화는 1984년에 개봉된 히트작인 폴리스 스토리의 후속작으로서 진가구를 주인공으로 하는 스토리를 이어받았다.

## 줄거리
- 홍콩 경찰 진가구는 교통 순경으로 활약하면서, 병보석으로 풀려난 주도와 마주쳤다.
- 마침내 주도 일당을 검거하는 데 성공하지만, 쇼핑센터 기물을 파손한 것으로 인해 교통 순찰대원으로 강등되고 되고 만다.
- 얼마 후 경찰을 그만두고 떠나려는 진가구는 갑자기 여러 건의 폭발 사건이 발생하는 것을 목격한다. 폭발 사건의 범인들은 주도 일당의 잔당들과 '구룡의 눈'이라는 범죄 조직이었고, 진가구 뿐만 아니라 애인인 아미의 목숨까지 위협하자 진가구는 이들과의 일대 대결을 펼친다.

## 배역
- 성룡 - 진가구
- 장만옥 - 아미
- 동표 - 표숙
- 임국웅 - 서장
- 양운예 - 아예
- 추위안 - 주도
- 허자징 - 아경
- 임국빈 - 폭파범
- 장오랑 - 북극곰
- 주윤견 - 견가
- 여강권 - 아제
- 조사리 - 고약한
- 다이즈웨이 - 상휘
- 오성발 - 오경장
- 매애방 - 매경장
- 곽금은 - 크리스털

## 우리말 더빙 성우진

### SBS(1995년 10월 13일)
- 장세준 - 진가구(성룡)
- 문지현 - 아미(장만옥)
- 황원 - 왕 반장(동표)
- 최병상 - 서장(임국웅)
- 김용식 - 구탐(초원)
- 박신영 - 아미의 이모(초교)
- 강미형 - 여형사(양금은)
- 순동운 - 구탐의 비서(조사리)
- 강구한 - 폭파범(임국빈)
- 성창수 - 구탐의 부하(윤발)
- 김태웅 - 폭파범의 동료(장오랑) / 회장(관산) / 경찰(용천생)
- 지미애 - 스튜어디스(강흔연)
- 함수정 - 회장의 비서(황만응)
- 박규웅 - 경찰(우마)
- 홍승섭 - 경찰(첨병희)
- 서문석 - 진가구의 동료(화성) / 폭파범의 동료(주윤견)
- 송민경 - 여형사(곽금은)

### MBC(2004년 7월 24일)
- 홍시호 - 진가구(성룡)
- 박소라 - 아미(장만옥)
- 김태훈 - 반장(동표)
- 최한 - 서장(임국웅)
- 전임복 - 아미의 이모(초교)
- 권혁수 - 회장(관산)
- 박지훈 - 고요한(조사리)
- 김호성 - 진가구의 동료(화성)
- 김용준 - 경찰 간부(맥천은) / 폭파범의 동료(장오랑)
- 김기철 - 경영진(양택림) / 경찰(우마)
- 최석필 - 경찰 간부(루이스 로스) / 폭파범의 동료(대지위)
- 엄태국 - 경영진(감국위) / 경찰(유청운)
- 고성일 - 폭파범의 동료(주윤견)
- 방성준 - 주도(초원) / 폭파범(임국빈)
- 정재헌 - 경찰(허가경)
- 이원찬 - 주도의 부하(윤발) / 경찰(룡천생)
- 문남숙 - 승무원(강흔연) / 회장의 비서(황만응)
- 박신희 - 여형사(매애방)
- 조현정 - 간호사(상천아)

## 흥행 기록
홍콩에서 34,151,609 홍콩 달러의 흥행 수익을 기록하였다.